# Rimae Ramsden
Rimae Ramsden – grupa rowów  na powierzchni Księżyca o średnicy około 108 km. Znajduje się na obszarze Palus Epidemiarum na współrzędnych selenograficznych ☾ 33,9°S 31,4°W/-33,900000 -31,400000. Nazwa tego systemu kanałów została nadana w 1964 roku przez Międzynarodową Unię Astronomiczną i pochodzi od pobliskiego krateru Ramsden.